# PopTop Software
PopTop Software was een Amerikaanse ontwikkelaar van computerspellen dat voornamelijk strategiespellen maakt. Hun focus was om bijzondere spellen te maken die iedereen kan spelen: makkelijk te leren maar een hele klus om er goed in te zijn. In maart 2006 werd bekendgemaakt dat Take-Two Interactive het bedrijf consolideert met Sid Meier's Firaxis Games.

## De Games
PopTop Software heeft de volgende spellen gemaakt.
- Railroad Tycoon II (1998)
- Railroad Tycoon 3 (2003)
- Shattered Union (2005)
- Tropico (2001)
- Tropico 2: Pirate Cove (2003) (enkel verantwoordelijk voor het ontwerp)